# Rudolf von St. Trond
Rudolf von St. Trond, lateinisch auch Rudolfus Sancti Trudonis, (* um 1070 in Moustier-sur-Sambre bei Jemeppe-sur-Sambre; † 10. März 1138 im Kloster St. Trond) war ein wallonischer Benediktinermönch, Geistlicher, Musikwissenschaftler und Komponist.

## Leben und Werk
Rudolf wurde in Lüttich ausgebildet.  Dann trat er in das Kloster Burtscheid ein. Ab etwa 1100 lebte er im Kloster St. Trond. 1108 wurde er dort Abt. 1121 floh er als Anhänger des Papstes und der cluniazensischen Reform vor Heinrich V. ins Kölner Kloster St. Pantaleon, wo er auch Abt wurde. 1123 kehrte er nach St. Trond zurück und wirkte wieder als Abt.
Rudolf ist mit großer Wahrscheinlichkeit der Verfasser des Choraltraktats Quaestiones in musica, der um 1120 entstanden ist. Weiterhin schrieb er die Chronik Gesta abbatum Trudonensium für den Zeitraum von 618 bis 1108. Weiterhin verfasste er geistliche Kompositionen, Lyrik und Briefe.